# Marwan Issa
Marwan Issa, född 1965 på den då av Egypten ockuperade Gazaremsan, död 10 mars 2024 i Nuseirat på Gazaremsan, var en palestinsk frihetskämpe inom Hamas och ställföreträdande överbefälhavare för Hamas militära gren Izz ad-Din al-Qassam-brigaderna.
Marwan Issa satt fängslad av Israel i fem år under den första intifadan för sin medverkan i Hamas aktioner. Han satt senare i palestinsk fångenskap under Palestinska myndigheten 1997–2000, men släpptes efter utbrottet av den andra intifadan.
Marwan Issa blev chef för Izz ad-Din al-Qassam-brigaderna i flyktinglägren i centrala Gazaremsan och steg senare i graderna. Han skadades allvarligt vid ett israeliskt mordförsök vid ett möte 2006, där också Mohammed Deif och andra befälharare inom Izz ad-Din al-Qassam-brigaderna deltog.
Issa framträdde sällan i offentligheten. Ett undantag var 2011, då han framträdde på ett fotografi, som togs vid en mottagning för frisläppta palestinska fångar, vilka var del av fångutväxlingen mellan Israel och Hamas detta år ("Gilad Shalit-fångutväxlingen"). Issa ingick i Hamas förhandlingsdelegation för denna fångutväxling tillsammans med Ahmed Jabari (1960–2012), Saleh al-Arouri (1966–2024) och Nizar Awadallah (död i december 2023).
Som Mohamed Deifs närmaste man anses Marwan Issa spelat en betydelsefull roll i planeringen och genomförandet av Hamas attack mot Israel i oktober 2023. Han var under kriget mellan Hamas och Israel 2023 en av Israels tre mest eftersökta Hamas-ledare, vid sidan av Yahya Sinwar och Deif, vilka tre personer anses stå i toppen för Hamas militära styrkor. Issa dödades den 10 mars 2024 i ett israeliskt luftangrepp mot en tunnel i Nuseirat i centrala Gazaremsan.